# Gefionspringvandet
Gefionspringvandet er et værk af den danske billedhugger Anders Bundgaard fra 1908. Kunstneren benævner det Gefion, der med sine øksne pløjer Sjælland ud af Sverige. Værket er opstillet nær Kastellet og Langelinie i København. Det er forbundet med Langelinie-promenaden via Gefionbroen.
I anledningen af Carlsbergs 50 års-jubilæum i 1897 betalte Carlsbergfondet og Københavns Kommunes Kunstfond Bundgaard for værket. Det var oprindeligt tænkt placeret centralt i byen, på Rådhuspladsen. I stedet blev det så nær Øresund. Martin Nyrop, der havde tegnet det nye rådhus, fik som erstatning Dragespringvandet.

## Renovering
I august 1999 lukkede kommunen for vandtilførslen, da springvandet dagligt lækkede 15-50 m3 vand. Fra april 2003 til august 2004 blev anlægget renoveret  for at stoppe lækagen og udstyret med en alarm til driftsafdelingen ved uregelmæssigheder. Anlægget blev også illumineret.
I vinterhalvåret lukkes for vandet for at undgå frostsprængte rør.

## Gefion
Ifølge myten gav den svenske sagnkonge Gylfe gudinden Gefion lov til at beholde det land som hun kunne pløje ud af Sverige i løbet af en nat. Gefion forvandlede sine fire sønner der var jætter (kæmper) til okser, og med deres hjælp pløjede hun på én nat det område ud, som blev Sjælland ( 7.031 km²),og kastet i bæltet mellem Fyn og Skåne, hvorved Øresund opstod.
Den gamle myte fortæller videre , at det var Mälaren i Svealand, som Sjælland var pløjet ud af. Mälaren var i vikingetiden, hvor myterne spandtes, ikke nogen sø men den inderste sejlbare fjordarm med handelspladsen Birka i bunden af skærgården ud mod Østersøen.
Arealmæssigt ligner Sjælland dog mere en anden svensk sø, Vänern, hvis areal er 5.648 km². Mindre end Sjællands 7.031km² men heraf er en stor del senere landhævninger og inddæmninger.
Gefionspringvandet er den største og mest imponerende "fontæne" i Danmark, fontæne: skulpturel udformning af vand i bevægelse, med den klassiske inddeling af springvand i 1. stigende, 2. faldende (her i slør-kaskade flankeret af kanaler med styrtende fosser) og 3. hvilende vand.